# サモーラコ
サモーラコ（伊: Samolaco）は、イタリア共和国ロンバルディア州ソンドリオ県にある、人口約2,900人の基礎自治体（コムーネ）。

## 地理

### 位置・広がり
ソンドリオ県北西部、ヴァルキアヴェンナに位置するコムーネ。コモ湖北端のソーリコから北へ8km、キアヴェンナから南へ9km、県都ソンドリオから西北西へ38km、州都ミラノから北へ88kmの距離にある。

#### 隣接コムーネ
隣接するコムーネは以下の通り。COはコモ県所属を示す。
- ゴルドーナ
- リーヴォ (CO)
- モンテメッツォ (CO)
- ノヴァーテ・メッツォーラ
- プラータ・カンポルタッチョ
- ソーリコ (CO)
- ヴェルカーナ (CO)

### 地震分類
イタリアの地震リスク階級 (it) では、4 に分類される
。

## 行政

### 山岳部共同体
広域行政組織である山岳部共同体「ヴァルキアヴェンナ山岳部共同体」 (it:Comunità montana della Valchiavenna) （事務所所在地: キアヴェンナ）を構成するコムーネの一つである。

### 分離集落
サモーラコには、以下の分離集落（フラツィオーネ）がある。
- Era,Casenda, S. Pietro, Somaggia, Ponte Nave, Bedogna, , Giumellasco, Paiedo, Vigazzolo, Schenone, Nogeredo